# Aeschynanthus minutifolius
Aeschynanthus minutifolius är en tvåhjärtbladig växtart som beskrevs av John Tylor Middleton. Aeschynanthus minutifolius ingår i släktet Aeschynanthus och familjen Gesneriaceae. Inga underarter finns listade i Catalogue of Life.